# Prix Ludwik-Fleck

Le prix Ludwik-Fleck (The Ludwig Fleck Prize) est un prix d'excellence créé en 1992 et attribué par la Society for Social Studies of Science (4S) au meilleur ouvrage s'inscrivant dans le domaine des études des sciences et technologies.
Ce prix tire son nom du microbiologiste et sociologue polonais Ludwik Fleck (1896-1961), auteur de Genèse et développement d'un fait scientifique (1935) qui a eu une influence notamment sur la conception de l'histoire des sciences développée par Thomas Samuel Kuhn, l'épistémologie constructiviste, ainsi que sur divers domaines de recherches tels la sociologie des sciences, la sociologie de la connaissance scientifique, les science studies ou la construction sociale des technologies.

## Lauréats du prix
- 2025. Lisa Yin Han. Deepwater Alchemy: Extractive Mediation and the Taming of the Sea Floor
- 2024. Shannon Cram. Unmaking the Bomb
- 2023. Donovan O. Schaefer. Wild Experiment: Feeling Science and Secularism after Darwin
- 2022. Aniket Aga. Genetically Modified Democracy
- 2021. Thom van Dooren. The Wake of Crows: Living and Dying in Shared Worlds
- 2020. Noémi Tousignant. Edges of Exposure: Toxicology and the Problem of Capacity in Postcolonial Senegal
- 2019. Michelle Murphy. The Economization of Life

- 2018. Lundy Braun. Breathing Race into the Machine: The Surprising Career of the Spirometer from Plantation to Genetics[1] (publié en  2014)

- 2017. Judy Wajcman. Pressed for Time: The Acceleration of Life in Digital Capitalism[2]

- 2016. Banu Subramaniam. Ghost Stories for Darwin

- 2015. Løchlann Jain. Malignant: How Cancer Becomes Us

- 2014. Helen Tilley. Africa as a Living Laboratory: Empire, Development, and the Problem of Scientific Knowledge, 1870-1950

- 2013. Isabelle Stengers. Cosmopolitics

- 2012. Hugh Raffles. Insectopedia

- 2011. Marion Fourcade. Economists and Societies: Discipline and Profession in the United States, Britain and France, 1890s to 1990s

- 2010. Warwick Anderson (en). The Collectors of Lost Souls

- 2009. Steven Epstein. Inclusion: Politics of Difference in Medical Research

- 2008. Michelle Murphy (en). Sick Building Syndrome and the Problem of Uncertainty

- 2007. Geoffrey Bowker, Memory Practices in the Sciences.

- 2006. Philip Mirowski, The Effortless Economy of Science?.

- 2005. Peter Keating et Alberto Cambrosio (en), Biomedical Platforms.

- 2004. Annemarie Mol, The Body Multiple.

- 2003. Helen Verran (en), Science and an African Logic.

- 2002. Randall Collins, The Sociology of Philosophies: A Global Theory of Intellectual Change.

- 2002. Lily E. Kay (en), Who Wrote the Book of Life? A History of the Genetic Code.

- 2001. Karin Knorr Cetina, Epistemic Cultures: How the Sciences Make Knowledge.

- 2000. Adele E. Clarke, Disciplining Reproduction: Modernity, American Life Sciences, and 'the Problems of Sex'.

- 1999. Donna J. Haraway, Modest Witness, Second-Millennium: Femaleman Meets Oncomouse: Feminism and Technoscience (1996)

- 1998. Peter Dear, Discipline and Experience: The Mathematical Way in the Scientific Revolution.

- 1997. Theodore M. Porter, Trust in Numbers: The Pursuit of Objectivity in Science and Public Life.

- 1996. Steven Shapin, A Social History of Truth: Civility and Science in 17th Century England.

- 1995. Londa Schiebinger, Nature's Body: Gender in the Making of Modern Science.

- 1994. Donald A. MacKenzie, Inventing Accuracy: A Historical Sociology of Nuclear Missile Guidance.